# Az Európa hídon (Caillebotte-kép)
Az Európa hídon (Sur le Pont de l'Europe) Gustave Caillebotte festménye, amely a Fort Worth-i Kimbell Art Museum gyűjteményének része.

## Keletkezése
Az 1876–1877-ben készült festmény gyakorlatilag egyszínű, kék árnyalatai jelenítik meg a hűvös időjárást, amelyben a kompozíció szereplői feltűnnek. A férfiak öltözete, a hosszú felöltők és a felhajtott gallérok is a hidegre utalnak. A ruhadarabok azonos divatnak felelnek meg, amelyből „talán azt a következtetést lehet levonni, hogy a modern városi társadalom sem tűnik kevésbé szabályozottnak, mint a modern mérnöki tudomány a tömegtermelésben előregyártott korlátjaival, gerendáival és szegecseivel”.
Caillebotte a kompozícióba belefoglalta a híd geometrikus vasszerkezetét is: a középpontban egy oszlop látható, amelyről két ív indul, így két azonos méretű oldalra osztva a festményt. A férfi alakok a bal oldalon zsúfolódnak össze, felborítva némileg az egyensúlyt, hasonlóan más Caillebotte-képekhez, például a Párizsi utca esőben című alkotáshoz. Szintén jellemző a művész életművére figuráinak elvágása, amitől fényképfelvételhez lesz hasonló a festmény.
Az Európa-híd (Pont de l’Europe) a Gare Saint-Lazare-ra néz, amelyről a festő barátja, Claude Monet tucatnyi képet festett 1877-ben. Ezeket az impresszionista festők harmadik kiállításán mutatta be. A sorozat három darabját később Caillebotte vásárolta meg.